# فالسكويلو (قرطبة)
بلدية فالسكويلو (بالإسبانية: Valsequillo)‏، هي إحدى بلديات مقاطعة قرطبة إحدى مقاطعات إسبانيا، و التي تقع في منطقة الأندلس جنوب إسبانيا.
يبلغ عدد سكانها 421 نسمة وفقاً لإحصائية سنة (2007).